# Боршив
Боршив (укр. Боршів, до 2021 г. — Борщо́в) — село в Перемышлянской городской общине Львовского района Львовской области Украины.
Население по переписи 2001 года составляло 1441 человек. Занимает площадь 3.670 км². Почтовый индекс — 81232. Телефонный код — 3263.